# Sea-Watch 3
Sea-Watch 3 è una nave battente bandiera dei Paesi Bassi, gestita dall'organizzazione non governativa tedesca Sea-Watch con sede a Berlino. 
Registrata come imbarcazione da diporto tramite la Watersportverbond e sul Kadaster (catasto olandese) con Zeebrief (documento di nazionalità di un'unità marittima) dal Det Norske Veritas-Germanischer Lloyd (DNV•GL), in passato è stata utilizzata come rifornitore per le piattaforme in alto mare, è oggi utilizzata per la ricerca e soccorso (SAR) dei naufraghi nelle zone antistanti le coste libiche.

## Storia
La nave fu costruita come rifornitore offshore con il numero di matricola 211 dall'azienda Shimoda Dockyard in Giappone. La chiglia venne impostata nel 1972 e la nave venne consegnata alla Petroleiro Brasileiro S.A. - Petrobras Frota Nacional de Petroleiros a Rio de Janeiro all'inizio del luglio 1973 e messa in servizio con il nome di Alegrete.
Nel 1982 la nave venne venduta alla Companhia Brasileiro de Offshore di Salvador. Nel 1990 la nave è stata venduta alla Sunset Shipping di Douglas sull'isola di Man e trasformata in una nave da ricerca offshore, ribattezzata Seaboard Swift.
Nella seconda metà degli anni 1990 l'imbarcazione è stata rivenduta a più aziende e ridenominata più volte; nel 1999 la società Rederij West Friesland l'ha trasformata in una nave di supporto per la ricerca sismica presso il cantiere navale Frisian Shipyard di Harlingen. Nel 2004 è stata acquisita dalla Telco Marine a Den Helder, ma pochi mesi più tardi è stata ceduta alla Vroon Offshore Service, che la ribattezzò VOS Southwind. Nel 2010 la nave fu venduta alla Rederij Groen, che la ribattezzata Furore G. e destinata a nave di supporto offshore.
Nel 2015 la nave è stata venduta all'ONG Médicos Sin Fronteras España a Barcellona, che l'ha ribattezzata Dignity I e destinata all'attività di ricerca e soccorso dei migranti nel Mediterraneo. Nel 2017 viene rilevata dall'associazione tedesca Sea-Watch che la utilizza in sostituzione della Sea-Watch 2.

## Controversie

### Giugno 2018
Nel giugno 2018, le autorità maltesi hanno sequestrato la nave nel porto de la Valletta perché non correttamente registrata sotto bandiera olandese. Pur avendo regolarizzato la registrazione nel mese successivo, alla Sea-Watch 3 venne rifiutata l'uscita dal porto della Valletta per motivi politici fino al mese di ottobre. Nel dicembre 2018, l'associazione Sea-Watch ha presentato una denuncia contro il Ministero dei trasporti maltese per aver arbitrariamente impedito la libera disponibilità della nave Sea-Watch 3.

### Gennaio 2019
Nel gennaio 2019 il governo italiano rifiutò alla Sea-Watch 3 di entrare in uno dei porti italiani, poiché il porto sicuro più vicino era in Tunisia dove era altresì presente un centro di soccorso. In risposta a una denuncia del comandante della Sea-Watch 3 e di diversi migranti a bordo, dopo dieci giorni la Corte europea dei diritti dell'uomo ordinò all'Italia l'accoglimento di 47 persone, con assistenza medica e alimentare a bordo e, per i minori, il patrocinio legale gratuito. Poco tempo dopo, i governi di Germania, Francia, Portogallo, Romania e Malta hanno offerto la propria disponibilità ad ospitare i migranti a bordo. Il 1º febbraio 2019 la Guardia Costiera italiana, nell'ambito di controlli ai sensi della Convenzione delle Nazioni Unite sul diritto del mare (UNCLOS), ha effettuato il fermo amministrativo della Sea-Watch3 per presunte violazioni delle norme in materia di sicurezza della navigazione e di tutela dell'ambiente marino. La Sea-Watch3 ha poi potuto riprendere il largo il 22 febbraio 2019 dopo il "via libera" da parte delle autorità italiane.

### Maggio 2019
A metà maggio 2019, l'equipaggio della Sea-Watch 3 aveva annunciato di aver recuperato 65 persone a 60 chilometri al largo della costa libica, ma il ministro dell'interno Matteo Salvini ha ordinato il divieto di navigazione nelle acque territoriali italiane. Poco dopo i feriti e le loro famiglie (18 persone) sono state soccorse da una nave della guardia costiera italiana, che però dovette rimanere fuori dalle acque italiane a 15 miglia nautiche da Lampedusa. Dopo che gli attivisti della Sea-Watch annunciarono possibili intenzioni suicide fra i 47 migranti rimasti a bordo, il 18 maggio decisero, nonostante il divieto, di dirigersi verso le acque territoriali italiane per ragioni umanitarie, rivendicando il diritto di approdare nel porto sicuro più vicino in quel momento. I migranti sono stati così fatti sbarcare a Lampedusa dalla Guardia Costiera e dalla Guardia di Finanza. La nave è stata poi sottoposta a sequestro cautelare, per poi essere nuovamente dissequestrata il 1º giugno 2019. Il presidente del Consiglio della Chiesa protestante della Germania, Heinrich Bedford-Strohm, ha successivamente visitato la nave, non ancora accessibile in quel momento, esprimendo il suo sostegno all'equipaggio.

### Giugno 2019
Il 12 giugno 2019 la Sea Watch-3 ha recuperato 53 persone nelle acque della zona SAR libica, di cui 11 sono state portate subito a terra per motivi medici, mentre le restanti 42 sono rimaste a bordo. La nave è rimasta in una posizione di attesa in acque internazionali al largo di Lampedusa senza permesso di entrare. Il 21 giugno il comandante Carola Rackete e diversi cittadini di diversi Stati africani hanno chiesto alla Corte europea dei diritti dell'uomo un'ingiunzione provvisoria per costringere l'Italia a far entrare la nave, ma il 25 giugno 2019 il tribunale ha respinto la richiesta urgente, in quanto le misure provvisorie sono previste solo se vi era un "rischio immediato di danno irreparabile". La situazione a bordo della nave non giustificava dunque alcuna forma di coercizione nei confronti dell'Italia, la quale aveva comunque prestato assistenza alle persone ferite, donne e bambini. Il 26 giugno 2019, dopo due settimane di navigazione, la nave è entrata nelle acque territoriali italiane, nonostante la minaccia di pesanti sanzioni. Salvini ha invitato la magistratura ad agire rapidamente, dichiarando che l'Italia non era un "ormeggio per immigrati clandestini" e che si trattava di "una nave olandese di un'organizzazione non governativa tedesca, che accoglie i migranti al largo della Libia”: la nave, quindi, è stata fermata dalla guardia costiera. Nel frattempo, l'arcivescovo di Torino Cesare Nosiglia ha offerto di prendersi cura dei migranti senza costi per lo Stato italiano (incontrando la contrarietà del Ministro degli Interni Salvini), ed anche diverse città tedesche - per voce del Ministro degli Interni tedesco Seehofer - avevano dichiarato la loro disponibilità ad accettarli, cosa su cui lo stesso Seehofer pose però come condizione il coinvolgimento di altri stati dell'Unione Europea.

### Gennaio - luglio 2020
All’inizio del 2020, dopo che il tribunale di Palermo a dicembre ne aveva disposto il dissequestro, la nave ha soccorso in mare 119 migranti, poi sbarcati a Taranto a metà gennaio. A febbraio, nel corso di una nuova missione, la nave ha effettuato tre interventi prendendo a bordo, complessivamente, 194 migranti che sono stati sbarcati a Messina il 27 dello stesso mese.
A giugno, dopo essere rimasta ferma a Messina durante il periodo di sospensione delle attività dovuto alle misure di contenimento della pandemia di COVID-19, la nave ha ripreso il largo dirigendosi verso il golfo della Sirte e, intorno alla metà di giugno, con tre diverse operazioni nel giro di 48 ore ha imbarcato 211 persone che sono state portate a Porto Empedocle per essere poi trasferite sulla Moby Zazà, la nave noleggiata dal governo per la quarantena dei migranti.
All’inizio del mese di luglio la nave, che ora batte bandiera tedesca, è stata sottoposta a fermo amministrativo in conseguenza di un’ispezione della Guardia Costiera che ha rilevato irregolarità di natura tecnica e operativa riguardanti la sicurezza e la tutela ambientale. La decisione è stata duramente commentata dalla ONG.

## Descrizione
La nave è alimentata da due motori Diesel a sei cilindri a quattro tempi della Caterpillar (tipo: D399TA) con una potenza combinata di 1630 kW, che agiscono su due eliche fisse tramite riduttore. Raggiunge circa 10 kn di velocità. La nave è equipaggiata con una elica di manovra prodiera.